# ジローラモ・ネルリ
ジローラモ・ネルリ（Girolamo Pieri Pecci Ballati Nerli、1860年2月12日 - 1926年6月24日）はイタリアの画家である。ヨーロッパで印象派の美術を学んだ後、19世紀末にオーストラリア、ニュージーランドに滞在し、オーストラリア在住のチャールズ・コンダーやニュージーランド生まれの画家フランシス・ホジキンスらに影響を与えた。

## 略歴
シエーナに生まれた。父親はシエーナの貴族で母親はイギリス詩人、トーマス・メドウィンの娘だった。フィレンツェでアントニオ・チゼリやジョヴァンニ・ムッツィオリから絵を学んだ。当時のフィレンツェはフランスの「バルビゾン派」に影響を受けた「マッキア派」と呼ばれる画家たちから影響を受けた世代の画家たちが活動していた。ネルリも「印象派」のスタイルを学んだ。
25歳になった1885年にオーストラリアに旅し、メルボルンやシドニーで画家として活動し、トム・ロバーツやアーサー・ストリートンといった「ハイデルバーグ派」の画家と知り合った。「ハイデルバーグ派」に対するネルリの影響に関しては議論があるが、チャールズ・コンダーには大きな影響を与えたとされる。
1887年までメルボルンに滞在し、その後シドニーに移った。1887年にシドニーで展示した作品が評判になり、1888年のシドニーの王立美術協会の展覧会に出展した女優の肖像画も人気を集めた。1889年にメルボルンに戻った後、その年の終わりに、ニュージーランドのダニーデンで開かれた博覧会を訪れ、ニュージーランドの画家アルフレッド・ヘンリー・オキーフ(1858-1941)と知り合い影響を与えた。1890年にオーストラリアに戻った。
1892年秋には、サモアを訪れ、サモアに移住していた有名な作家、ロバート・ルイス・スティーヴンソンのよく知られている肖像画を描いた。スティーヴンソンもネレルとの出会いをユーモラスに描いた詩を発表している。1893年にニュージーランドに戻り、ダニーデンで個人美術教師を始めた。ネレルの存在はアマチュア画家で弁護士、W.M.ホジキンスが会長を務めた美術クラブの活動や若い芸術家のサークルの活動を活発にした。ホジキンスの娘のフランシス・ホジキンスを教えた。1893年にオタゴ芸術協会の評議員に選ばれ、1894年にオタゴ美術アカデミーの設立者の一人になった。ダニーデンの公立美術学校の教授として雇われた。ダニーデンで活動していた画家、グレース・ジョエルにも影響を与えたとされる。
1896年後半に、ダニーデンを離れ、 ウェリントンに短期間滞在した後、 オークランドに移った。オークランドにスタジオを開き、1897年4月にオークランド芸術協会の展覧会に出展した。1898年3月にクライストチャーチで結婚し、オーストラリアに移り。1904年にヨーロッパに戻った。ロンドンやジェノバ で暮らしネルヴィで死去した。

## 作品

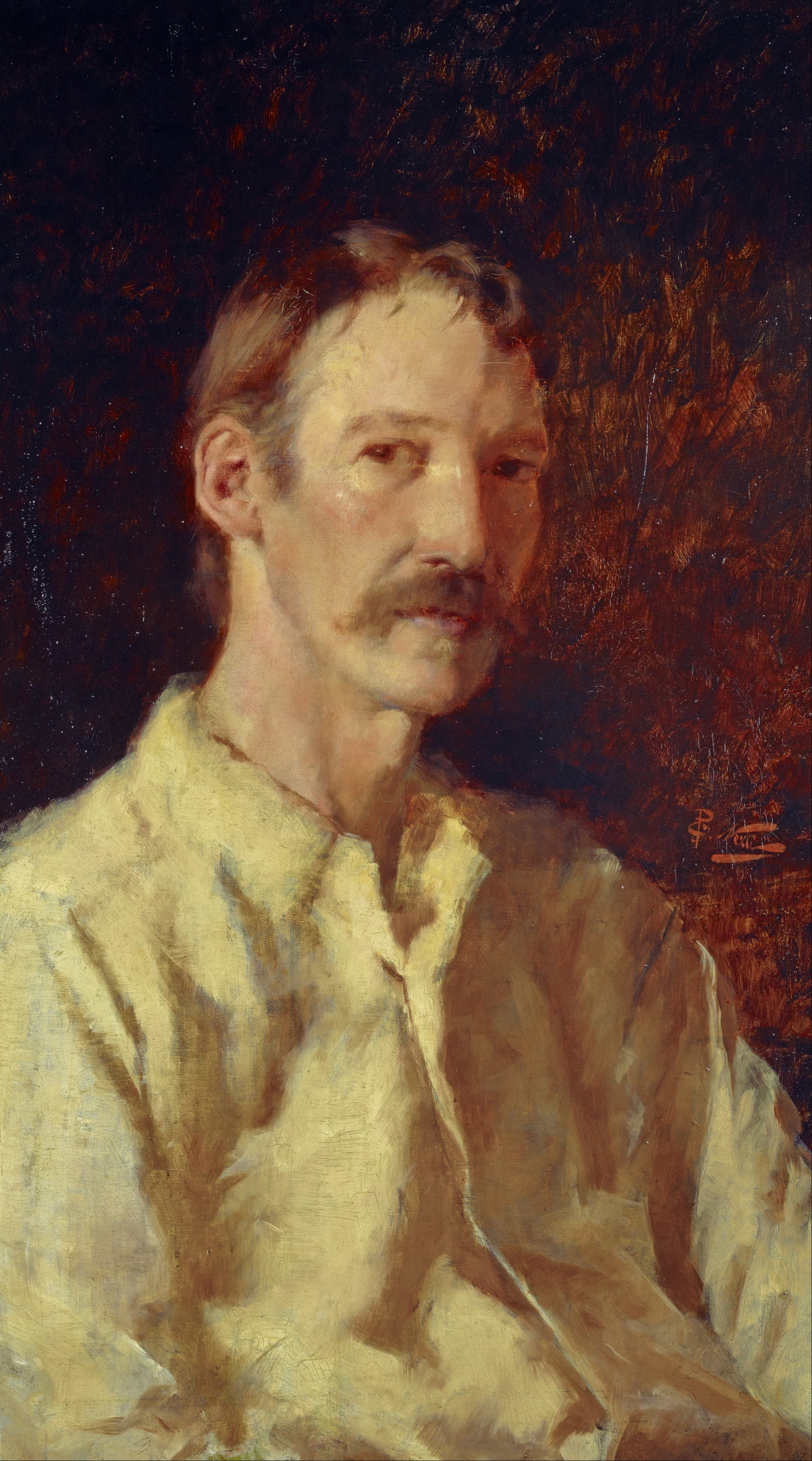
スティーヴンソンの肖像 スコットランド国立美術館
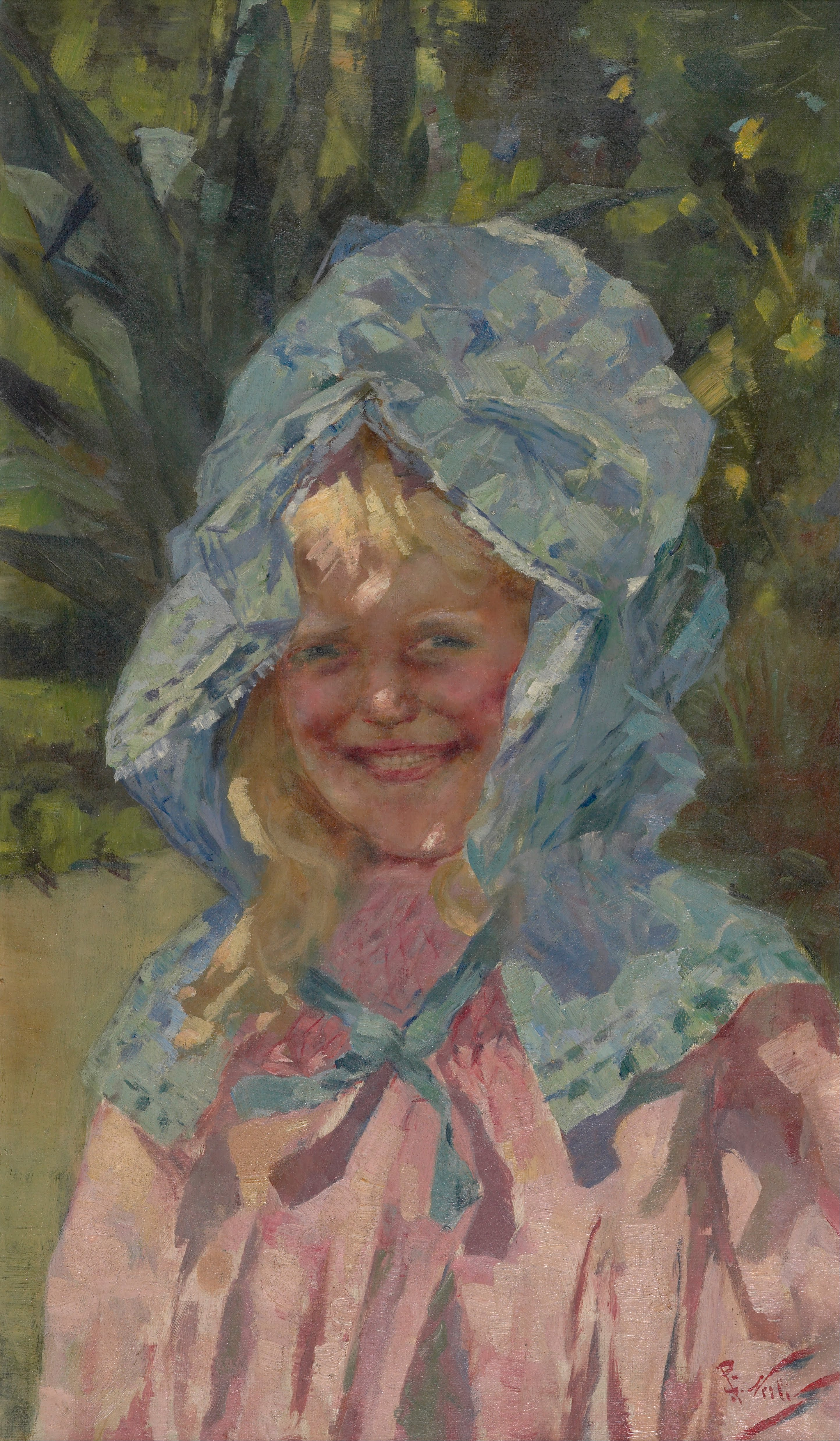
Girl in sunbonne (c.1897)
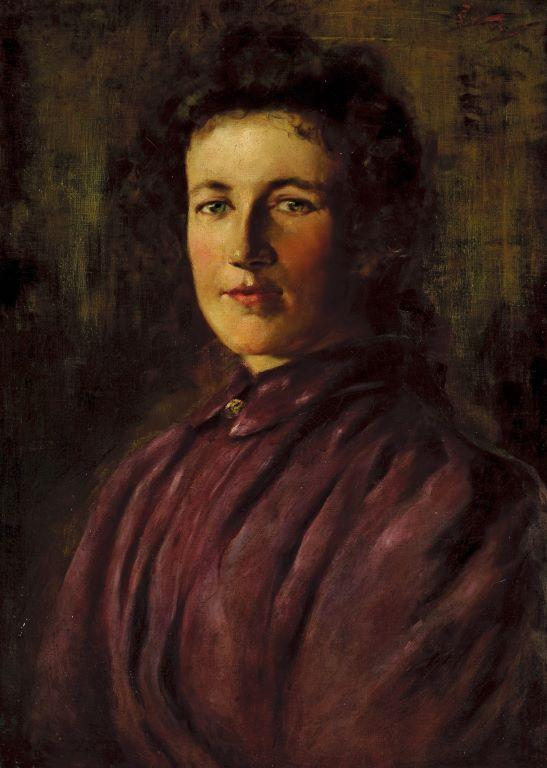
ジェーン・エア (c.1895)
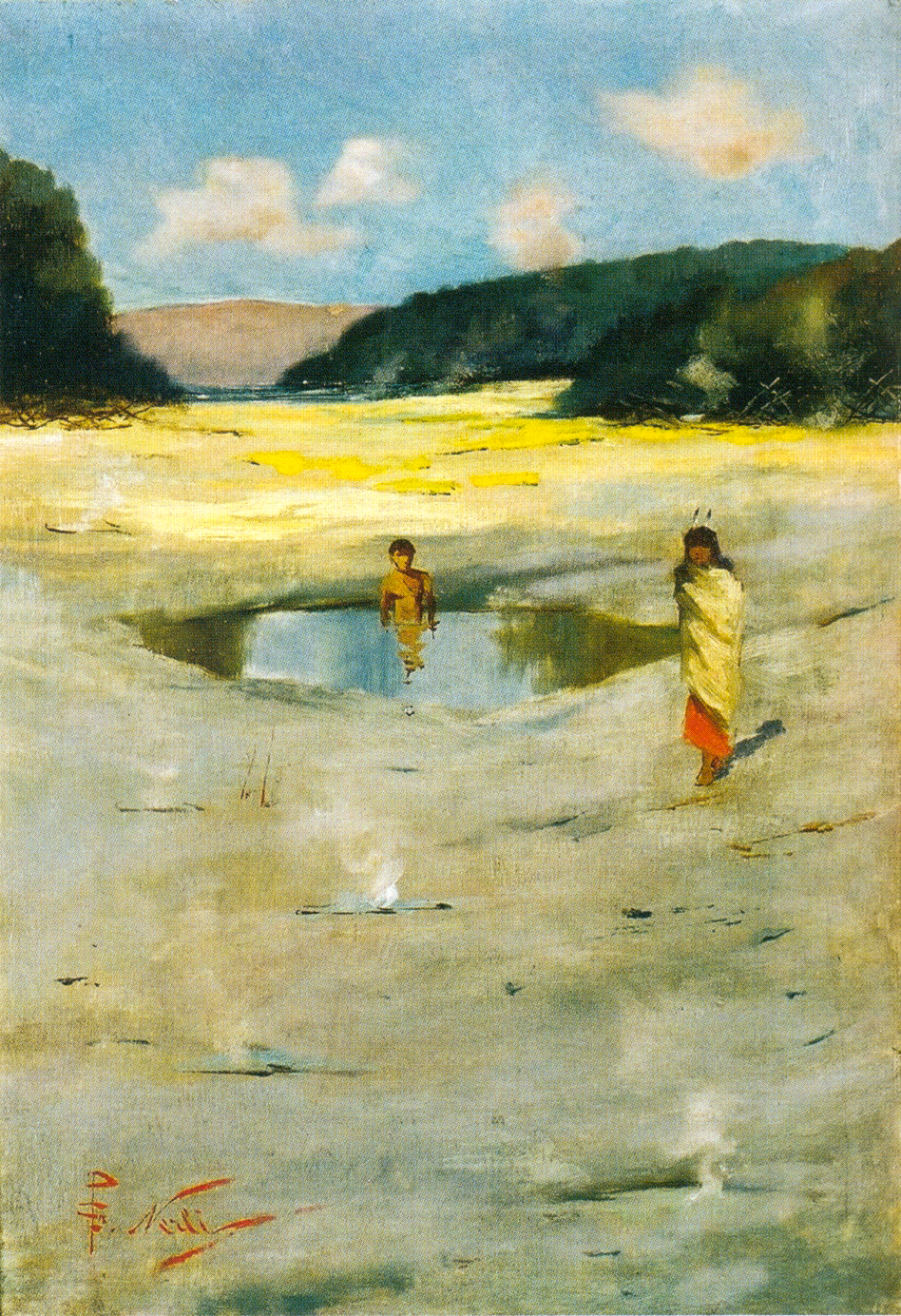
温水池で遊ぶマオリの子供 (1897) ロトルア博物館

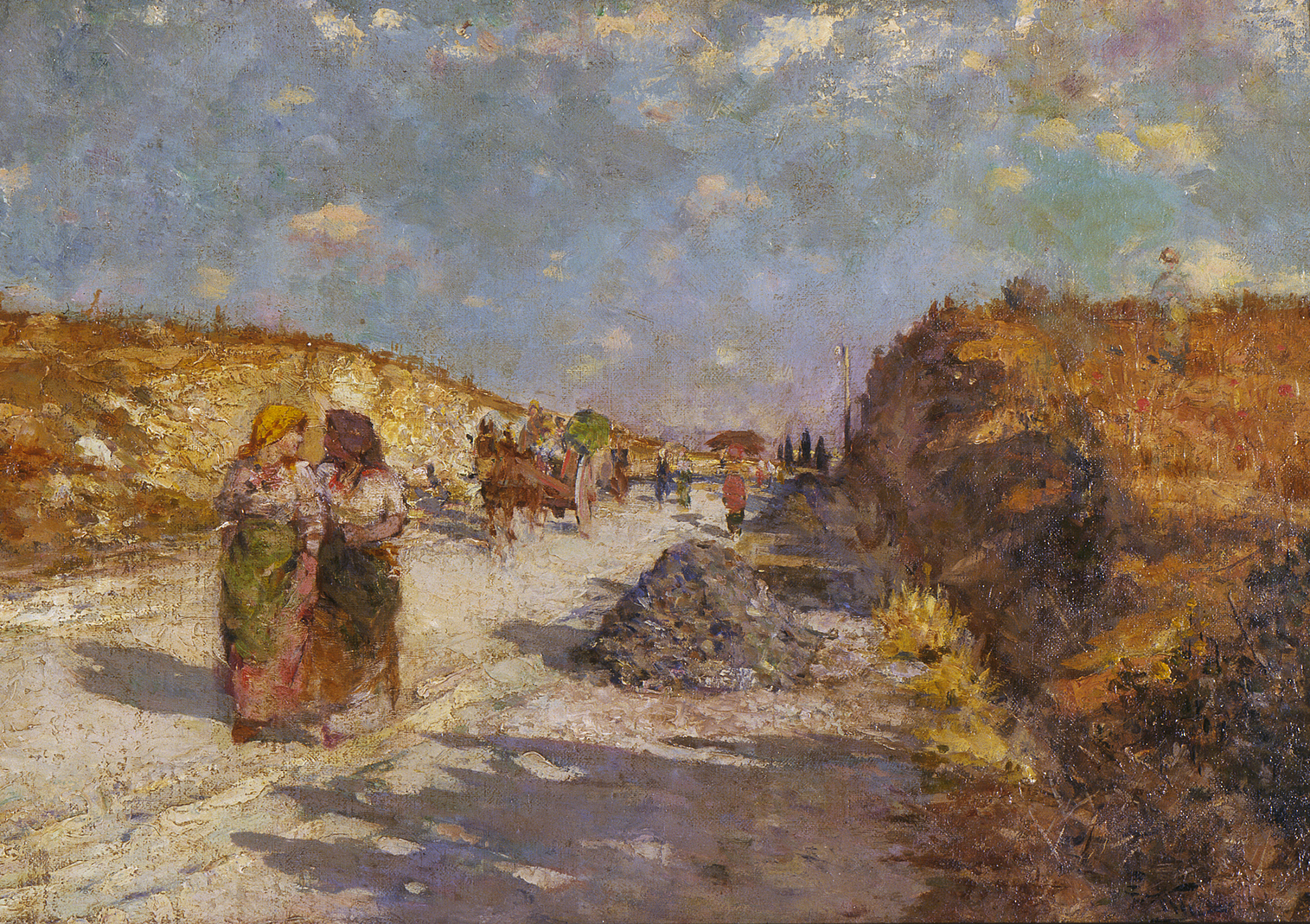
ローマの市場　(c.1880) ニュージーランド国立博物館テ・パパ・トンガレワ
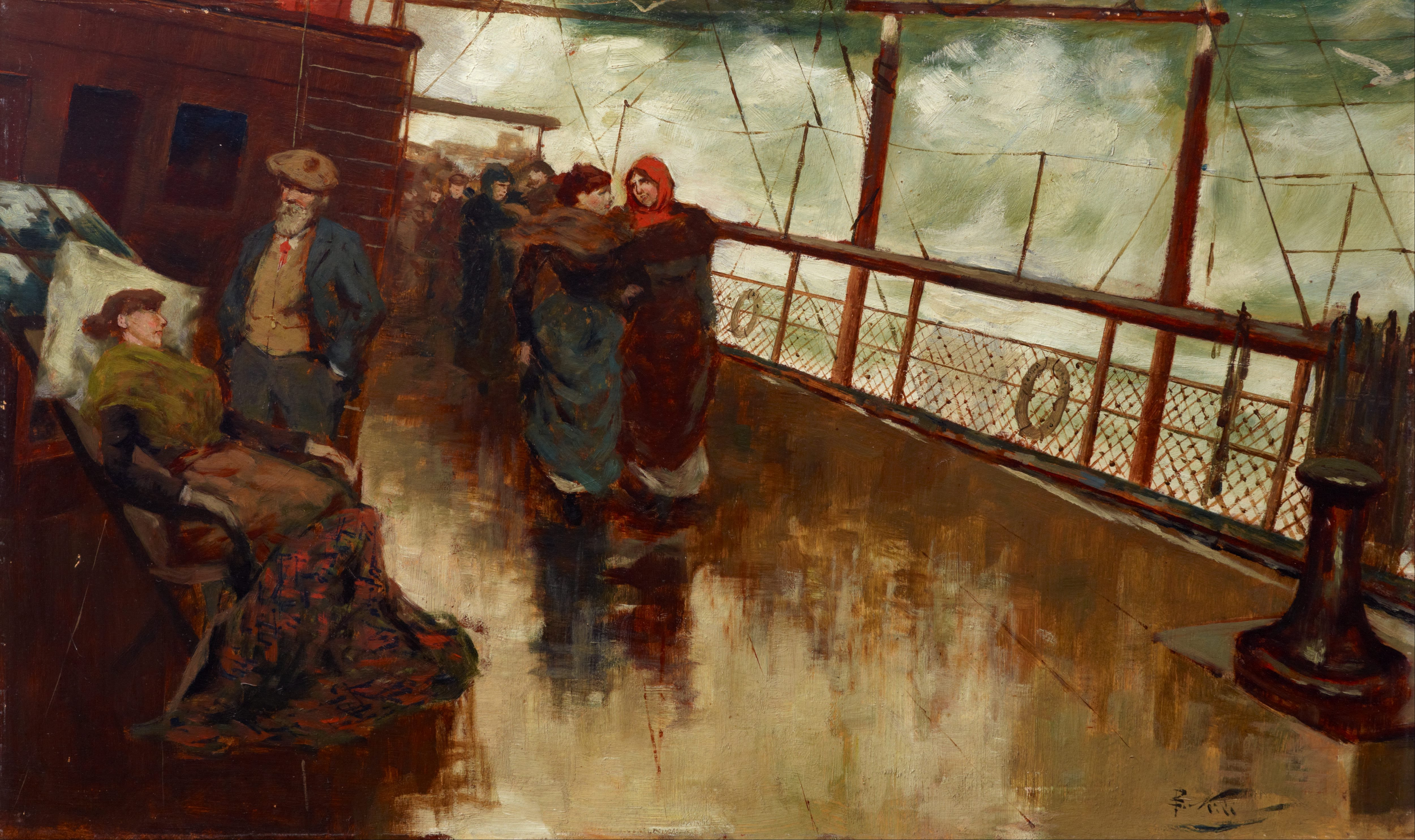
船旅の旅行者 (c.1890) ニュー・サウス・ウェールズ州立美術館
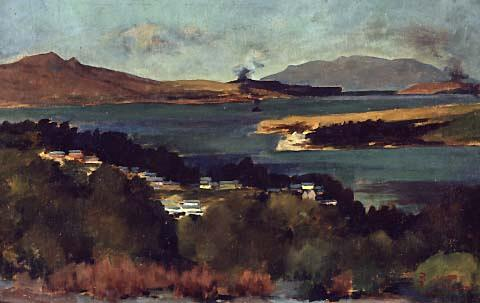
オークランド港の風景 (1893) オークランド美術館

## 関連資料
- Brown, H.G. & Keith, H. (1969 & 1988) An Introduction to New Zealand Painting 1839-1980 Auckland, NZ: David Bateman. ISBN 0-908610-81-5.
- Dunn, M. (2005) Nerli an Italian Painter in the South Pacific Auckland, NZ: Auckland University Press. ISBN 1-86940-335-5.
- Entwisle, P. (1984) William Mathew Hodgkins & his Circle Dunedin, NZ: Dunedin Public Art Gallery. ISBN 0-473-00263-9
- Entwisle, P. Dunn, M. & Collins, R. (1988) Nerli An Exhibition of Paintings & Drawings Dunedin: NZ Dunedin Public Art Gallery. ISBN 0-9597758-4-6.
- Entwisle, P.(1993) Nerli, Girolamo in The Dictionary of New Zealand Biography Volume Two 1870-1900 Wellington, NZ: Bridget Williams Books, Department of Internal Affairs. ISBN 0-908912-49-8.